# Фетяска регала
Фетяска регала (на румънски: Fetească Regală) е винен сорт грозде, който се отглежда основно в Трансилвания, (Румъния) и в Молдова.
Използва се за производство на бели трапезни и пенливи вина и за смесване с Фетяска алба. Вината са сухи и свежи със специфичен аромат.